# Sujo
Sujo is een Mexicaans-Amerikaans-Franse dramafilm uit 2024, geregisseerd, geschreven en geproduceerd door Astrid Rondero en Fernanda Valadez.

## Verhaal
Wanneer Josué, een huurmoordenaar voor een Mexicaans drugskartel, wordt vermoord, laat hij een vierjarige zoon Sujo achter. Sujo's tantes, Nemesia en Rosalia, nemen hem mee om naar een afgelegen berghut waar hij zijn jeugd in afzondering doorbrengt, samen met zijn tantes en Rosalia's zonen, Jai en Jeremy. Naarmate de jongens ouder worden, komen Sujo en zijn leeftijdsgenoten in opstand en raken ze betrokken bij het drugsgeweld om hen heen. Tijdens een bendeoorlog wordt Jeremy gedood en Sujo's tante Nemesia stuurt hem naar Mexico-Stad.

## Rolverdeling
| Acteur            | Personage     |
| ----------------- | ------------- |
| Juan Jesús Varela | Sujo          |
| Kevin Aguilar     | de jonge Sujo |
| Yadira Pérez      | Nemesia       |
| Alexis Varela     | Jai           |
| Sandra Lorenzano  | Susan         |
| Karla Garrido     | Rosalia       |
| Jairo Hernandez   | Jeremy        |

## Productie
De Mexicaanse schrijvers, regisseurs en producenten Astrid Rondero en Fernanda Valadez werken al vijftien jaar samen en produceerden korte films vanaf 2010, evenals de speelfilm Sin señas particulares die de Special Jury Award for Best Screenplay won op het Sundance Film Festival 2020. De film werd geproduceerd door Valadez en Romero’s EnAguas Cine, en Diana Arcega van Mexico’s Corpulenta, Jewerl Ross van California’s Silent R Management en Jean-Baptiste Bailly-Maitre en Virginie Devesa van Alpha Violet.

## Release en ontvangst
Sujo ging op 19 januari 2024 in première op het Sundance Film Festival in de World Cinema Dramatic Competition waar hij de World Cinema Grand Jury Prize: Dramatic won. De film kreeg positieve kritieken van de filmcritici, met een score van 100% op Rotten Tomatoes, gebaseerd op 18 beoordelingen. De film werd geselecteerd als Mexicaanse inzending voor de beste niet-Engelstalige film voor de 97ste Oscaruitreiking.

## Prijzen en nominaties
De belangrijkste:
| Jaar | Prijs                  | Categorie                               | Genomineerde(n)                         | Uitslag  |
| ---- | ---------------------- | --------------------------------------- | --------------------------------------- | -------- |
| 2024 | Sundance Film Festival | World Cinema Grand Jury Prize: Dramatic | World Cinema Grand Jury Prize: Dramatic | Gewonnen |